# بهارية (كاشمر)
بهارية هي قرية في مقاطعة كاشمر، إيران. يقدر عدد سكانها بـ 125 نسمة بحسب إحصاء 2016.